# 600 (tal)
600 är det naturliga heltal som följer 599 och följs av 601.

## Inom matematiken
- 600 är ett mycket ymnigt tal.
- 600 är ett Harshadtal.
- 600 är ett rektangeltal.
- 600 är ett polygontal[1].
- 600 är ett jämnt tal.
- 600 är ett mycket ymnigt tal

## Inom vetenskapen
- 600 Musa, en asteroid.

## Övrigt
- Bilmodellen Fiat 600.